# گورکا گارسیا
گورکا گارسیا (انگلیسی: Gorka García؛ زادهٔ ۸ فوریهٔ ۱۹۷۵) بازیکن فوتبال اهل اسپانیا است.
از باشگاه‌هایی که در آن بازی کرده‌است می‌توان به باشگاه فوتبال کوردوبا، باشگاه فوتبال لوانته، باشگاه فوتبال ایبار، و باشگاه فوتبال اوساسونا اشاره کرد.